# Réda Arib
Réda Arib, né le 22 octobre 1991 à Saïda, est un handballeur international  algérien ,,.
En club, après avoir évolué pour le MC Saïda, il rejoint en 2016 le GS pétroliers.

## Palmarès

### avec les Clubs
- Vainqueur du Championnat d'Algérie (2) : 2017, 2018
- Vainqueur de la Coupe d'Algérie (2) : 2016 (avec MC Saïda), 2017, 2019
- Vainqueur de la Supercoupe d'Algérie (2) : 2016, 2018

### avec l'Équipe d'Algérie
Championnats du monde
- 22e au Championnat du monde 2021 ( Égypte)
- 31e au Championnat du monde 2023 ( Pologne/ Suède)

Championnats d'Afrique
- 6e place au Championnat d'Afrique 2018 en (  Gabon)
- Médaille d'bronze au Championnat d'Afrique  2020 ( Tunisie)
- 5e place au Championnat d'Afrique  2022 ( Égypte)

Championnat du monde junior
- 14e place au  Championnat du monde junior  2011 ( Grèce)